# Ретабло (фильм)
«Ретабло» (исп. Retablo) — драматический фильм 2017 года, полнометражный режиссёрский дебют Альваро Дельгадо-Апарисио. Премьера ленты состоялась 17 августа 2017 года на кинофестивале в Лиме, где она получила награду за лучший перуанский фильм. Международная премьера состоялась на 68-м Берлинском международном кинофестивале в феврале 2018 года, где лента получила премию «Тедди» за лучший дебютный фильм. В мае 2018 года фильм принял участие в программе международного конкурса на 47-м Киевском международном кинофестивале «Молодость» и получил Приз экуменического жюри за лучший полнометражный фильм.

## Сюжет
14-летний Сегундо Паукар (Хуниор Бекар Рока) учится у отца (Амиел Кайо) — мастера традиционного народного искусства ретабло — детальных живописных изображений религиозных сцен и важных событий повседневной жизни. По дороге на семейный праздник Сегундо случайно замечает, чем занимается его отец, и это разрушает его мир. В традиционном консервативном обществе Сегундо пытается замолчать увиденное ото всех, включая свою мать (Магали Сольер).